# Jean Baptiste Richardville
Jean Baptiste Richardville o Peshewa "Gat salvatge" (Fort Wayne, Indiana, 1761-1841) era un mestís fill del tramper francès Joseph Drouet de Richardville i de Taucumwah, una germana del cap miami pacanne.
El 1800 es casà amb una miami i des del 1812 s'identificà amb els indis. Fou favorable al Tractat de Greenville (1795) i assessorà Little Turtle en els tractats i s'oposà a Tecumseh (cabdill shawnee), de manera que el 1816 fou escollit cap dels miamis, quan era un dels individus més rics d'Indiana. Va cedir terres a canvi de compensacions econòmiques. El 1838 signà el trasllat dels miamis a Oklahoma, però ell i la seva família se’n lliuraren.